# Músculo oponente del meñique de la mano
El opponens digiti minimi (opponens digiti quinti en textos antiguos) es un músculo de la mano. Tiene forma triangular y está situado inmediatamente debajo del palmaris brevis, el abductor digiti minimi y el flexor digiti minimi brevis. Es uno de los tres músculos hipotenares que controlan el dedo meñique.
Surge de la convexidad del hamulus del hueso hamate y de la porción contigua del ligamento carpiano transversal; se inserta en toda la longitud del hueso metacarpiano del dedo meñique, a lo largo de su margen cubital.
El músculo opponens digiti minimi sirve para flexionar y rotar lateralmente el 5º metacarpiano alrededor de la 5ª articulación carpometacarpiana, como cuando se oponen el meñique y el pulgar. Está inervado por la rama profunda del nervio cubital. 

## Imágenes adicionales

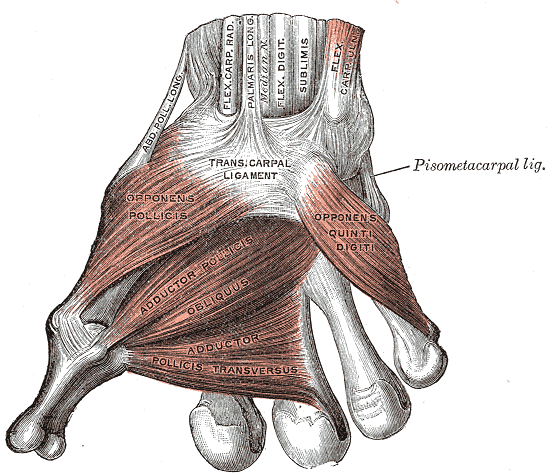
Los músculos del pulgar. (Opponens quinti digiti visible en el centro a la derecha).
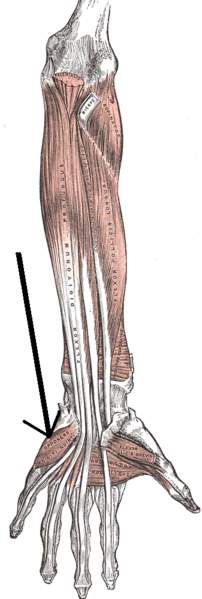
Frente del antebrazo izquierdo. Músculos profundos. (Opponens digiti quinti visible en la parte inferior izquierda).
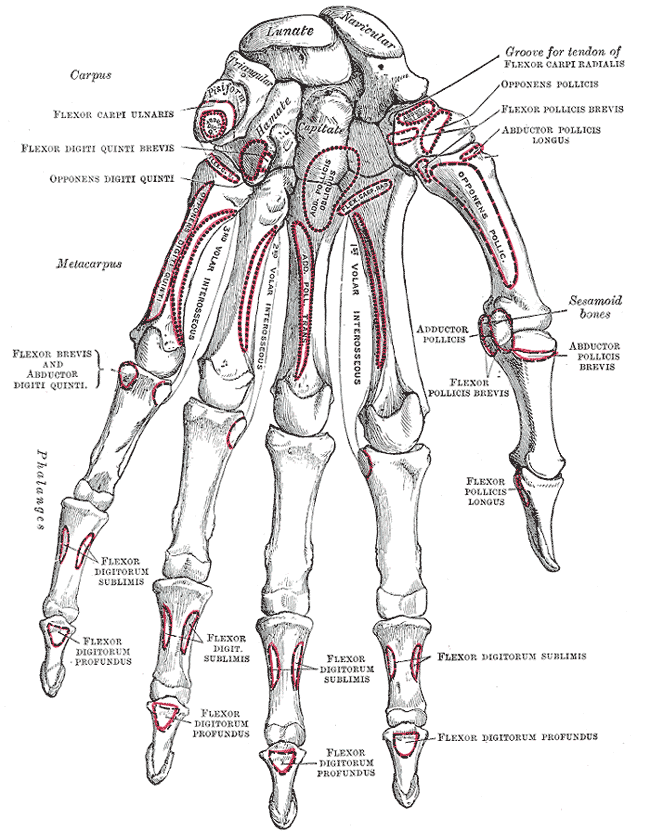
Huesos de la mano izquierda. Superficie volar.
Sección transversal de la muñeca y los dedos.
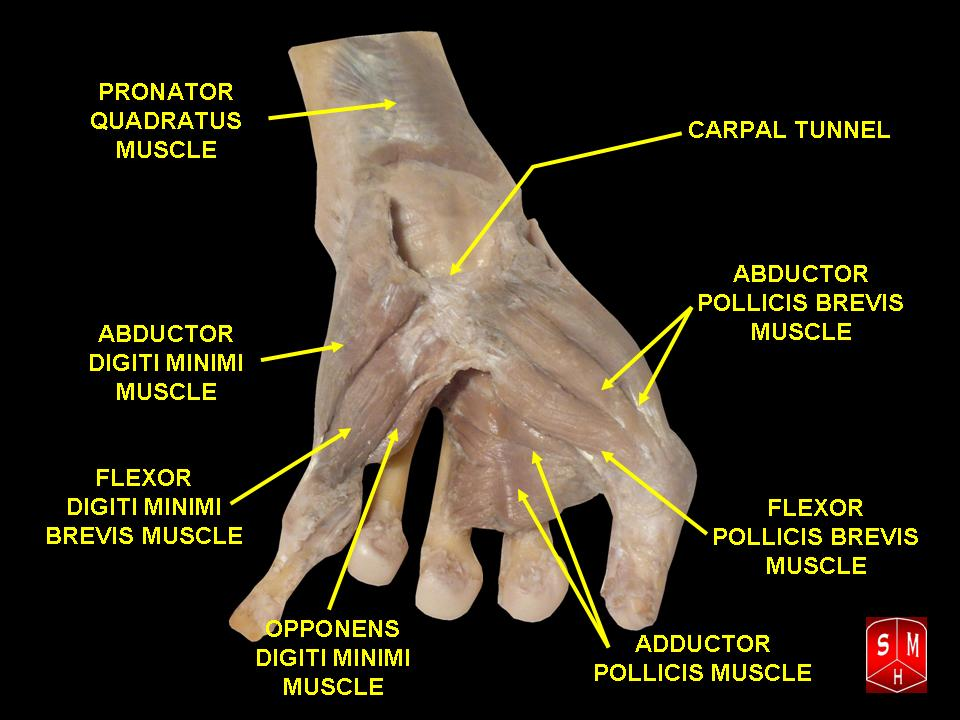
Opponens digiti minimi
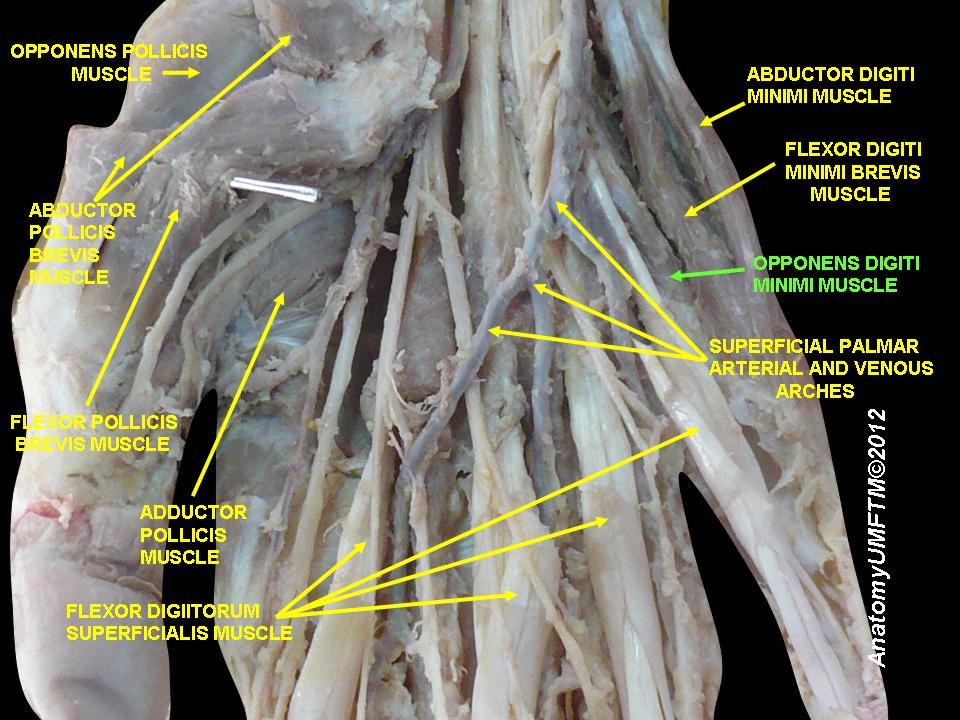
Opponens digiti minimi
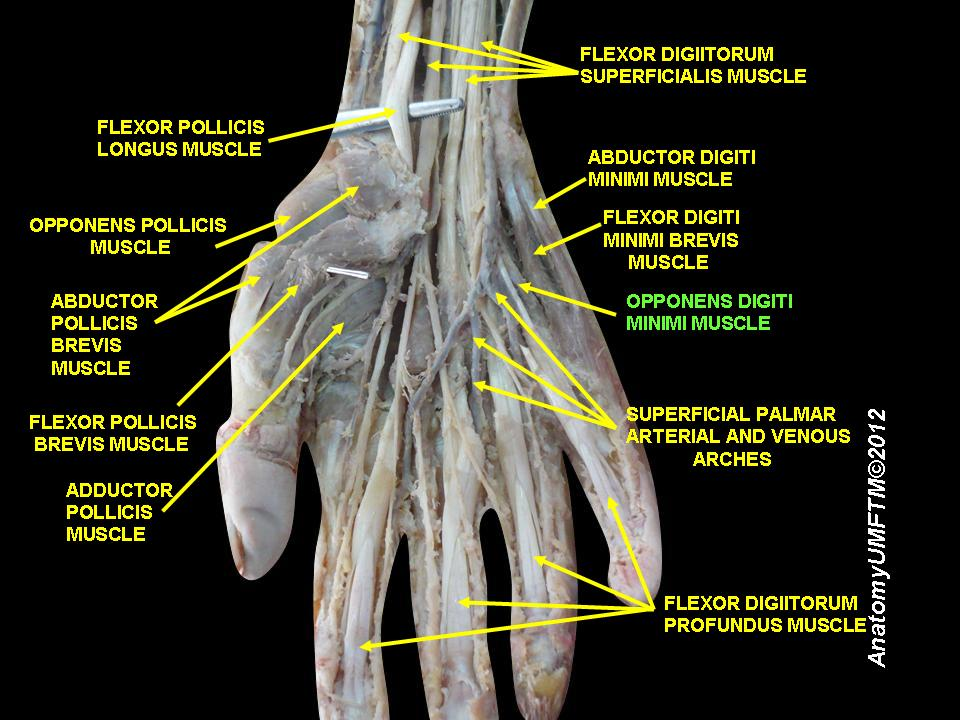
Músculos de los dedos menores
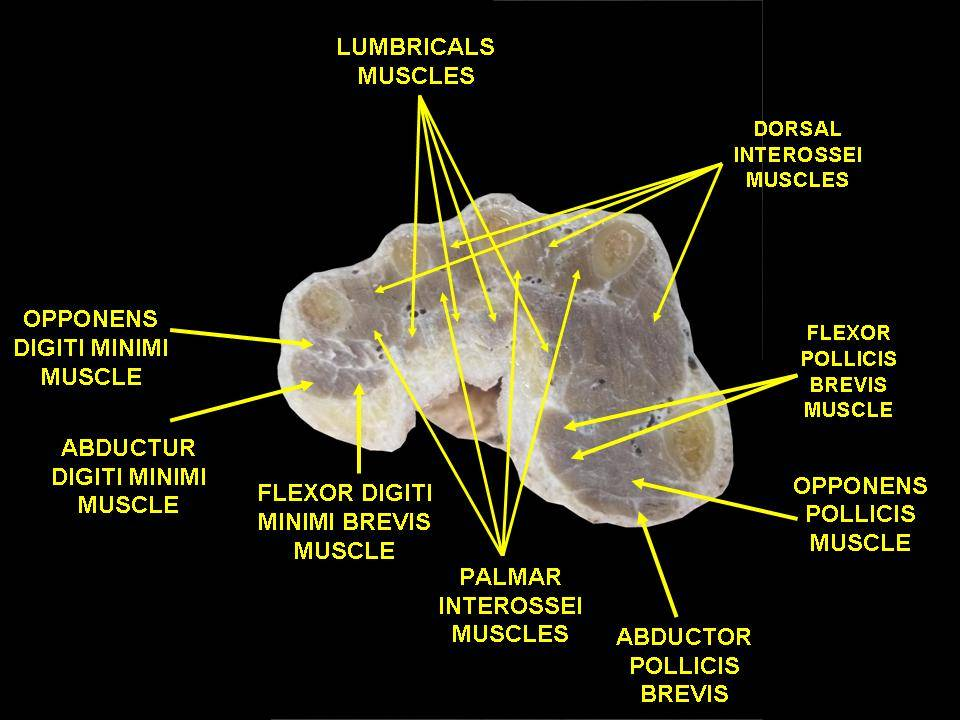
Músculos de la mano. Sección transversal.